# Белая, Валерия Викторовна
Валерия Викторовна Белая (4 июля 1998) — белорусская футболистка, полузащитница клуба «Минск» и сборной Белоруссии.

## Биография
С 2014 года выступала во взрослых соревнованиях в составе сильнейшего клуба Белоруссии тех времён — ФК «Минск». Неоднократно становилась победительницей чемпионата Белоруссии (2014, 2015, 2016, 2017, 2018, 2019), серебряным призёром (2020), обладательницей (2014, 2015, 2016, 2017, 2018, 2019) и финалисткой (2020) Кубка страны, обладательницей Суперкубка Белоруссии (2014, 2015, 2016, 2018, 2019, 2020). Принимала участие в играх женской Лиги чемпионов (11 матчей). В чемпионатах страны провела 92 матча, но в большинстве из них выходила на замены. Регулярным игроком стартового состава была только в сезоне 2018 года, тогда же показала свой лучший бомбардирский результат — 12 голов.
В 2021 году вместе с группой игроков из Белоруссии перешла в российский клуб «Звезда-2005» (Пермь). Дебютный матч в чемпионате России сыграла 13 марта 2021 года против «Енисея», покинула «Звезду-2005» после окончания сезона 2023.
В феврале 2024 года вернулась в «Минск».
Выступала за юниорскую и молодёжную сборные Белоруссии. В 2017 году приняла участие в двух матчах национальной сборной в отборочном турнире чемпионата мира. Также выступала за сборную и становилась автором голов в товарищеских матчах и турнирах.
Помимо большого футбола, выступала в мини-футболе. Принимала участие в матчах высшей лиги Белоруссии в составе команды «Педуниверситет», становилась победительницей и серебряным призёром национальной Универсиады в составе команды БГУФК.